# SCR Altach Juniors
Die SCR Altach Juniors sind die zweite Mannschaft des österreichischen Bundesligisten SCR Altach. Die Mannschaft spielt seit der Saison 2023/24 in der Regionalliga West, der dritthöchsten Spielklasse.

## Geschichte
Die Amateure von Altach wurde in der Saison 2008/09 Meister der Vorarlbergliga und stiegen somit erstmals in die Regionalliga West auf. In der ersten Saison in der dritthöchsten Spielklasse belegte das Team den zwölften Rang, auf die Abstiegsplätze hatte man lediglich einen Vorsprung von drei Punkten. In der Spielzeit 2010/11 wurde das Team Elfter. In der Saison 2011/12 gelang den Vorarlbergern mit Platz sieben erstmals eine einstellige Tabellenplatzierung. In der Saison 2012/13 wurde man wieder Elfter. In der Saison 2013/14 verbesserte man sich wieder deutlich und belegte zu Saisonende den fünften Rang.
In der Saison 2014/15 spielte man wieder gegen den Abstieg und beendete die Saison auf dem 14. Rang, auf die Abstiegsränge hatte man einen Vorsprung von zwei Zählern. In der Saison 2015/16 kamen die Altacher Amateure zwar als Zehnter wieder in die Top 10 der Westliga, auf die Abstiegsränge hatte man allerdings wieder nur zwei Punkte Vorsprung. In der Saison 2016/17 gelang die beste Platzierung in der Geschichte der Mannschaft: Die Altacher wurden in der Westliga Dritter. In der Saison 2017/18 konnte man an die erfolgreiche Vorsaison anknüpfen und belegte den vierten Tabellenrang. Die Spielzeit 2018/19 verlief wieder schlechter und das Team belegte am Saisonende Rang 13. Nach der Saison 2018/19 wurde die Westliga aufgelöst und drei Eliteligen ersetzten die Regionalliga, Altach rückte dem Bundesland entsprechend in die Eliteliga Vorarlberg.
Im Juli 2019 wurde das Team in SCR Altach Juniors umbenannt. In der Saison 2019/20 belegten die Altach Juniors den vierten Platz in der Eliteliga Vorarlberg und mussten somit an der Abstiegsrunde teilnehmen. Zu dieser kam es allerdings nicht mehr, aufgrund der COVID-19-Pandemie wurde die Saison nach dem Grunddurchgang abgebrochen. Nach der Saison 2019/20 wurden die Juniors vom Spielbetrieb abgemeldet. Nach einer Spielzeit Pause nahm die Mannschaft zur Saison 2021/22 den Spielbetrieb wieder auf und wurde in die Vorarlbergliga eingegliedert. Direkt in der ersten Saison nach der Rückkehr stiegen die Altach Juniors als Vizemeister wieder in die Eliteliga auf.

## Trainerhistorie
- Rudolf Gussnig (2006–2008)
- Hans-Jürgen Trittinger (2008–2010)
- Peter Jakubec (2010–2013)
- Werner Grabherr (2013–2016)
- Dietmar Berchtold (2016–2018)
- Oliver Schnellrieder (2019–2020)
- Çetin Batir (2021)
- Mathias Mayer (seit 2022)